# 工学学士
工學學士（B.Eng.或B.E.，英文為： Bachelor of Engineering），又稱工學士、工程學士，是一種工學本科教育（Undergraduate）學士學位，授予修讀工學畢業的學生，如：生物医学工程、化学工程、機械工程、電機工程、電子工程、通訊工程、計算機工程、水利工程、土木工程、建築工程、材料工程等。在不同國家的教育體制，要取得工學學士學位需三年至五年時間。